# Pierpaolo Parisio
Pierpaolo Parisio (ur. w 1473 w Cosenzy, zm. 11 maja 1545 w Rzymie) – włoski kardynał.

## Życiorys
W młodości studiował i uzyskał stopień doktora utroque iure. Następnie był klerykiem w Cosenzy, a potem profesorem w Rzymie, Padwie i Bolonii, gdzie wykładał nauki prawne. We wrześniu 1538 został wybrany biskupem Anglony. W 1537 został audytorem Kamery Apostolskiej. 11 stycznia 1538 został przeniesiony, by objąć biskupstwo w Nusco. 19 grudnia 1539 został kreowany kardynałem prezbiterem i otrzymał kościół tytularny S. Balbinae. W 1542 został członkiem trybunału rzymskiej inkwizycji. Wraz z kardynałami Reginaldem Polem i Giovannim Morone został legatem na sobór trydencki. Od stycznia 1544, przez roczną kadencję pełnił rolę kamerlinga Kolegium Kardynałów.